# Тунис на летних Олимпийских играх 1968
Тунис принимал участие в Летних Олимпийских играх 1968 года в Мехико (Мексика) в третий раз за свою историю, и завоевал одну золотую и одну бронзовую медаль.

## Золото
- Лёгкая атлетика, мужчины, 5000 метров — Мохаммед Гаммуди.

## Бронза
- Лёгкая атлетика, мужчины, 10000 метров — Мохаммед Гаммуди.